# Pallavolo Franco Tigano 2019-2020
Questa voce raccoglie le informazioni riguardanti la Pallavolo Franco Tigano nelle competizioni ufficiali della stagione 2019-2020.

## Organigramma societario
Area direttiva
- Presidente: Giuseppe Sgro
- Vicepresidente: Adele Esther Tigano
- Team manager: Domenico Arlotta
- Direttore sportivo: Maurizio Saraceno
- Segreteria generale: Enrica Scolaro

Area tecnica
- Allenatore: Antonio Polimeni
- Allenatore in seconda: Francesco Giglietta
- Scout man: Giuseppe Moschella
- Responsabile settore giovanile: Giordano Bellone

Area comunicazione
- Addetto stampa: Filippo Foti

Area sanitaria
- Medico: Federico De Meo
- Fisioterapista: Carmelo Latella
- Preparatore atletico: Enzo Ursino

## Rosa
| N° | Nome                | Ruolo | Data di nascita  | Nazionalità sportiva |
| -- | ------------------- | ----- | ---------------- | -------------------- |
| 1  | Bruno Vinti         | S     | 18 giugno 1991   | Italia               |
| 2  | Pasquale Arena      | C     | 28 febbraio 1997 | Italia               |
| 3  | Alberto Limberger   | S     | 3 maggio 1983    | Italia               |
| 4  | Gabriele Calitri    | L     | 15 aprile 1996   | Italia               |
| 5  | Alberto Amato       | C     | 1º ottobre 1996  | Italia               |
| 6  | Kirill Listratov    | C     | 22 febbraio 1996 | Italia               |
| 7  | Alessandro Bellucci | P     | 7 luglio 1997    | Italia               |
| 8  | Gianluca Concolino  | O     | 8 giugno 1991    | Italia               |
| 9  | Leonardo Parisi     | P     | 3 giugno 1985    | Italia               |
| 10 | Marco De Santis     | L     | 15 ottobre 2000  | Italia               |
| 12 | Marco Mercurio      | S     | 5 maggio 1989    | Italia               |
| 13 | Mattia Meringolo    | S     | 27 marzo 1998    | Italia               |
| 14 | Domenico Laganà     | O     | 4 agosto 1995    | Italia               |
| 17 | Stefano Remo        | C     | 6 maggio 1991    | Italia               |
| 18 | Peppino Carbone     | S     | 24 dicembre 1996 | Italia               |

## Risultati

### Serie A3

#### Girone di andata
| 1ª giornata - 20 ottobre 2019 Palasport Grottazzolina, Grottazzolina | M&G               | 3 - 0 | Franco Tigano | 25-14, 25-16, 25-23              |
| 2ª giornata - 26 ottobre 2019 PalaBotteghelle, Reggio Calabria       | Franco Tigano     | 1 - 3 | Roma Club     | 25-23, 23-25, 15-25, 18-25       |
| 3ª giornata - 3 novembre 2019 PalaIngrosso, Taviano                  | Leverano          | 0 - 3 | Franco Tigano | 23-25, 21-25, 21-25              |
| 4ª giornata - 9 novembre 2019 PalaBotteghelle, Reggio Calabria       | Franco Tigano     | 3 - 1 | Modica        | 25-21, 25-23, 21-25, 26-24       |
| 5ª giornata - 17 novembre 2019 Palasport Fontescodella, Macerata     | Macerata          | 3 - 1 | Franco Tigano | 25-20, 25-17, 24-26, 25-21       |
| 6ª giornata - 23 novembre 2019 PalaBotteghelle, Reggio Calabria      | Franco Tigano     | 3 - 1 | GIS Ottaviano | 20-25, 25-16, 25-20, 25-21       |
| 7ª giornata - 30 novembre 2019 PalaBotteghelle, Reggio Calabria      | Franco Tigano     | 3 - 0 | Alessano      | 25-15, 25-23, 25-20              |
| 8ª giornata - 8 dicembre 2019 PalaVitaletti, Sabaudia                | Sabaudia          | 3 - 0 | Franco Tigano | 25-20, 27-25, 27-25              |
| 9ª giornata - 14 dicembre 2019 PalaBotteghelle, Reggio Calabria      | Franco Tigano     | 2 - 3 | Tuscania      | 25-21, 21-25, 20-25, 25-20, 6-15 |
| 11ª giornata - 26 dicembre 2019 PalaCorigliano, Corigliano-Rossano   | Corigliano Volley | 3 - 1 | Franco Tigano | 23-25, 25-23, 25-19, 26-24       |

#### Girone di ritorno
| 12ª giornata - 4 gennaio 2020 PalaBotteghelle, Reggio Calabria   | Franco Tigano | 0 - 3 | M&G               | 17-25, 18-25, 14-25               |
| 13ª giornata - 12 gennaio 2020 PalaHoney, Roma                   | Roma Club     | 3 - 0 | Franco Tigano     | 25-23, 32-30, 25-20               |
| 14ª giornata - 18 gennaio 2020 PalaBotteghelle, Reggio Calabria  | Franco Tigano | 3 - 1 | Leverano          | 28-30, 26-24, 25-21, 25-19        |
| 15ª giornata - 26 gennaio 2020 PalaRizza, Modica                 | Modica        | 1 - 3 | Franco Tigano     | 19-25, 25-23, 14-25, 17-25        |
| 16ª giornata - 1º febbraio 2020 PalaBotteghelle, Reggio Calabria | Franco Tigano | 2 - 3 | Macerata          | 25-21, 25-23, 19-25, 17-25, 11-15 |
| 17ª giornata - 9 febbraio 2020 PalaCercola, Cercola              | GIS Ottaviano | 3 - 2 | Franco Tigano     | 25-21, 25-23, 19-25, 21-25, 15-10 |
| 18ª giornata - 16 febbraio 2020 Palazzetto dello Sport, Tricase  | Alessano      | 1 - 3 | Franco Tigano     | 21-25, 25-22, 19-25, 20-25        |
| 19ª giornata - 1º marzo 2020 PalaValentia, Vibo Valentia         | Franco Tigano | -     | Sabaudia          | annullata                         |
| 20ª giornata - 8 marzo 2020 PalaMalè, Viterbo                    | Tuscania      | 3 - 1 | Franco Tigano     | 25-18, 25-16, 21-25, 28-26        |
| 22ª giornata - 22 marzo 2020 PalaValentia, Vibo Valentia         | Franco Tigano | -     | Corigliano Volley | annullata                         |

## Statistiche

### Statistiche di squadra
| Competizione | Punti | In casa | In casa | In casa | In trasferta | In trasferta | In trasferta | Totale | Totale | Totale |
| Competizione | Punti | G       | V       | P       | G            | V            | P            | G      | V      | P      |
| ------------ | ----- | ------- | ------- | ------- | ------------ | ------------ | ------------ | ------ | ------ | ------ |
| Serie A3     | 24    | 8       | 4       | 4       | 10           | 3            | 7            | 18     | 7      | 11     |
| Totale       | -     | 8       | 4       | 4       | 10           | 3            | 7            | 18     | 7      | 11     |

G = partite giocate; V = partite vinte; P = partite perse

### Statistiche dei giocatori
| Giocatore    | Serie A3 | Serie A3 | Serie A3 | Serie A3 | Serie A3 | Totale | Totale | Totale | Totale | Totale |
| Giocatore    | P        | PT       | AV       | MV       | BV       | P      | PT     | AV     | MV     | BV     |
| ------------ | -------- | -------- | -------- | -------- | -------- | ------ | ------ | ------ | ------ | ------ |
| A. Amato     | 8        | 1        | 1        | 0        | 0        | 8      | 1      | 1      | 0      | 0      |
| P. Arena     | 3        | 0        | 0        | 0        | 0        | 3      | 0      | 0      | 0      | 0      |
| A. Bellucci  | 16       | 4        | 1        | 0        | 3        | 16     | 4      | 1      | 0      | 3      |
| G. Calitri   | 18       | 0        | 0        | 0        | 0        | 18     | 0      | 0      | 0      | 0      |
| P. Carbone   | 18       | 109      | 93       | 10       | 6        | 18     | 109    | 93     | 10     | 6      |
| G. Concolino | 15       | 70       | 36       | 31       | 3        | 15     | 70     | 36     | 31     | 3      |
| M. De Santis | 5        | 0        | 0        | 0        | 0        | 5      | 0      | 0      | 0      | 0      |
| D. Laganà    | 18       | 394      | 341      | 29       | 24       | 18     | 394    | 341    | 29     | 24     |
| A. Limberger | 15       | 33       | 29       | 2        | 2        | 15     | 33     | 29     | 2      | 2      |
| K. Listratov | 3        | 16       | 15       | 1        | 0        | 3      | 16     | 15     | 1      | 0      |
| M. Mercurio  | 1        | 0        | 0        | 0        | 0        | 1      | 0      | 0      | 0      | 0      |
| M. Meringolo | 2        | 0        | 0        | 0        | 0        | 2      | 0      | 0      | 0      | 0      |
| L. Parisi    | 18       | 32       | 17       | 8        | 7        | 18     | 32     | 17     | 8      | 7      |
| S. Remo      | 18       | 136      | 82       | 48       | 6        | 18     | 136    | 82     | 48     | 6      |
| B. Vinti     | 18       | 285      | 264      | 16       | 5        | 18     | 285    | 264    | 16     | 5      |

P = presenze; PT = punti totali; AV = attacchi vincenti; MV = muri vincenti; BV = battute vincenti